# مایره آئوناسته
مایره آئوناسته (استونیایی: Maire Aunaste؛ زادهٔ ۷ نوامبر ۱۹۵۳) روزنامه‌نگار، سیاستمدار و نماینده سابق مجلس اهل استونی است.